# Christian Goethals
Christian Goethals (1928. augusztus 4. – Kortrijk, 2003. február 26.) belga autóversenyző.

## Pályafutása
Pályafutása alatt egy világbajnoki Formula–1-es futamon szerepelt. 1958-ban részt vett a német nagydíjon. A versenyre egy Formula–2-es autóval nevezett. A huszonharmadik helyről rajtolt, és mindössze négy kör megtétele után kiesett.

## Eredményei

### Teljes Formula–1-es eredménylistája
(Táblázat értelmezése)

(Félkövér: pole-pozícióból indult; dőlt: leggyorsabb kört futott) 

| Év   | Csapat             | Modell     | Motor           | 1   | 2   | 3   | 4   | 5   | 6   | 7   | 8      | 9   | 10  | 11  | Helyezés | Pont |
| ---- | ------------------ | ---------- | --------------- | --- | --- | --- | --- | --- | --- | --- | ------ | --- | --- | --- | -------- | ---- |
| 1958 | Ecurie Eperon d'Or | Cooper T43 | Coventry Climax | ARG | MON | NED | 500 | BEL | FRA | GBR | GER Ki | POR | ITA | MOR | -        | 0    |

## Külső hivatkozások
- Profilja a grandprix.com honlapon (angolul)
- Profilja a statsf1.com honlapon (angolul)